# يو إف سي 229
يو إف سي 229: حبيب ضد كونر (بالإنجليزية: UFC 229: Khabib vs. McGregor)‏ كان حدثًا لفنون القتال المختلطة نظمته يو إف سي، وأُقيم في 6 أكتوبر 2018 على تي موبايل أرينا في باراديس، نيفادا وهي جزء من منطقة لاس فيغاس الحضرية، الولايات المتحدة.

## الخلفية
كان الحدث الرئيسي للحدث هو نزال على لقب بطولة يو إف سي للوزن الخفيف بين البطل الحالي الذي لم يهزم حبيب نورمحمدوف وبطل وزن الريشة والوزن الخفيف السابق كونر ماكغريغور. حصل ماكغريغور على لقب الوزن الخفيف في يو إف سي 205، عندما كان بطل وزن الريشة. لم يدافع ماكغريغور أبدًا عن اللقب، فقد أخذ إجازة لبعض الوقت في عام 2017 بسبب ولادة ابنه البكر ثم غامر لاحقًا في نزال ملاكمة ضد فلويد مايويذر جونيور. خططت يو إف سي في الأصل لنزال على اللقب المؤقت بين نورمحمدوف ضد الفائز بفئة وزن الوسط في المقاتل النهائي: فريق ليسنر ضد فريق دوس سانتوس توني فيرغسون في يو إف سي 209، ولكن تم إلغاؤها بسبب إصابة حبيب بمشاكل طبية تتعلق بتخفيض وزنه في يوم الميزان. فاز فيرغسون في النهاية باللقب المؤقت في يو إف سي 216 ضد كيفن لي. كان من المتوقع بعد ذلك أن يلتقي فيرغسون مع نورمحمدوف في يو إف سي 223، حيث يتم توحيد الألقاب (حيث سيتم تجريد ماكغريغور من اللقب بمجرد حدوث النزال). في المقابل، تم إلغاؤه مرة أخرى (المرة الرابعة) بسبب إصابة فيرغسون، وبعد عدة احتمالات لخصم، فاز نورمحمدوف في النهاية باللقب الشاغر ضد آل ياكوينتا. تميزت هذه البطاقة أيضًا بهجوم على حافلة تحتوي على العديد من المقاتلين المقرر أن يتنافسوا في هذا الحدث (بما في ذلك نورمحمدوف واثنين من زملائه في الفريق)، من قِبل ماكغريغور وطاقمه.
كان من المقرر سابقًا أن يواجه خوسيه فورميغا سيرجيو بيتيس في يناير 2017 في يو إف سي ليلة القتال: رودريغيز ضد بن. ومع ذلك، انسحب فورميغا من القتال لأسباب غير معلنة. تمت إعادة جدولة الاقتران لهذا الحدث.
في 1 أكتوبر، أعلن شون أومالي أنه تم سحبه من نزال ضد خوسيه ألبرتو كوينيز بعد إخفاقه في اختبار المنشطات الذي أجرته وكالة مكافحة المنشطات بالولايات المتحدة (يوسادا). في المقابل، اختار مسؤولو الترويج إزالة كوينيز من البطاقة وإعادة جدولته لحدث مستقبلي.

## النتائج
1. ↑  على لقب بطولة يو إف سي للوزن الخفيف.
2. ↑  الفائز سيقاتل على لقب بطولة يو إف سي للوزن الثقيل

## الجوائز الإضافية
حصل المقاتلون التاليون على مكافآت بقيمة 50،000 دولار:
- قتال الليل: توني فيرغسون ضد أنتوني بيتيس
- أداء الليلة: ديريك لويس وأسبن لاد

## العوائد المُعلن عنها
فيما يلي المبالغ المدفوعة للمقاتلين كما ورد إلى لجنة ولاية نيفادا الرياضية. لا يشمل أموال الرعاة ولا يشمل أيضًا مكافآت «ليلة القتال» التقليدية الخاصة بـ يو أف سي. إجمالي المدفوعات التي تم الإعلان عنها لهذا الحدث كانت 6،636،000 دولار أمريكي.
- حبيب نورمحمدوف: 2،000،000 دولار أمريكي (بدون مكافأة فوز) هزم. كونر ماكغريغور: 3،000،000 دولار أمريكي
- توني فيرغسون: 155،000 دولار أمريكي (تشمل 5،000 دولار أمريكي مكافأة فوز) هزم أنتوني بيتيس: 145،000 دولار أمريكي
- دومينيك ريس: 90،000 دولار أمريكي (تشمل 45،000 دولار أمريكي مكافأة فوز) هزم أوفينس سينت برويس: 86،000 دولار أمريكي
- ديريك لويس: 270،000 دولار أمريكي (تشمل 135،000 دولار أمريكي مكافأة فوز) هزم ألكسندر فولكوف: 75،000 دولار أمريكي
- ميشيل واترسون: 100،000 دولار أمريكي (تشمل 50،000 دولار أمريكي مكافأة فوز) هزمت فيليس هيريج: 40،000 دولار أمريكي
- جوسير فورميغا: 86،000 دولار أمريكي (تشمل 43،000 دولار أمريكي مكافأة فوز) هزم سيرجيو بيتيس: 46،000 دولار أمريكي
- فيسنتي لوك: 76،000 دولار أمريكي (تشمل 38،000 دولار أمريكي مكافأة فوز) هزم جالين تيرنر: 10،000 دولار أمريكي
- أسبن لاد: 24،000 دولار أمريكي (تشمل 12،000 دولار أمريكي مكافأة فوز) هزمت تونيا إيفينجر: 30،000 دولار أمريكي
- سكوت هولتزمان: 60،000 دولار أمريكي (تشمل 30،000 دولار أمريكي مكافأة فوز) هزم آلان باتريك: 30،000 دولار أمريكي
- يانا كونيتسكايا: 50،000 دولار أمريكي (تشمل 25،000 دولار أمريكي مكافأة فوز) هزمت لينا لانسبيرج: 20،000 دولار أمريكي
- نيك لينتز: 100،000 دولار أمريكي (تشمل 50،000 دولار أمريكي مكافأة فوز) هزم غراي ماينارد: 54،000 دولار أمريكي
- توني مارتن: 56،000 دولار أمريكي (تشمل 28،000 دولار أمريكي مكافأة فوز) هزم ريان لافليار: 33،000 دولار أمريكي

## مجموعة الأرقام القياسية
في تي موبايل أرينا، استقطب الحدث 20،034 مشجع، مما أدى إلى تحقيق إيرادات من البوابة المباشرة بلغت 17.2 مليون دولار. وهو سجل الرقم القياسي لأعلى معدل حضور لفنون القتال المختلطة في ولاية نيفادا. كما أنها سجلت الرقم القياسي لأكبر حدث فنون قتال مختلطة للدفع مقابل المشاهدة، مع 2.4 مليون عملية شراء في الولايات المتحدة.